# Problema lui Monty Hall

În speranța câștigării unui automobil, concurentul alege o ușă, să zicem 1. Gazda emisiunii deschide apoi una dintre celelalte două uși, să zicem 3, în spatele căreia se află o capră și apoi oferă concurentului posibilitatea de a alege ușa cu numărul 2 în locul ușii cu numărul 1.

Problema lui Monty Hall este o problemă de logică, sub forma unui joc de probabilitate, bazată în mare pe concursul televizat american Let's Make a Deal („Hai să facem o înțelegere”) și numită după gazda inițială a emisiunii, Monty Hall. Problema a fost adresată inițial într-o scrisoare a lui Steve Selvin către revista American Statistician („Statisticianul american”) în 1975. A devenit faimoasă ca întrebare adresată în scrisoarea unui cititor, Craig Whitaker, și citată într-o rubrică numită „Ask Marilyn” („Întreab-o pe Marilyn”), întreținută de Marilyn vos Savant, din revista Parade, în anul 1990:
„Să zicem că te afli într-un concurs televizat și ți se oferă posibilitatea alegerii dintre trei uși: în spatele unei uși se află un automobil; în spatele celorlalte, capre. Alegi o ușă, să zicem nr. 1, iar gazda, care știe ce se află în spatele ușilor, deschide încă o ușă, să zicem nr. 3, în spatele căreia e o capră. Apoi îți spune, „Vrei să alegi ușa nr. 2?” Este în avantajul tău să-ți schimbi alegerea inițială? (Craig Whitaker citat de vos Savant, 1990)”
Răspunsul lui vos Savant, care figura în Guinness World Records ca femeia cu cel mai înalt IQ, a fost acela că concurentul ar trebui să-și schimbe alegerea la cealaltă ușă. În mod normal, concurenții care schimbă au două din trei (2/3) șanse de a câștiga automobilul, în timp ce concurenții care rămân la alegerea inițială au doar una din trei (1/3) șanse.
Probabilitățile rezultate depind de presupuneri specifice despre cum își aleg ușile concurentul și gazda. Un indiciu cheie este acela că, în condițiile standard, există mai multe informații despre ușile 2 și 3 care nu erau disponibile la începutul jocului, atunci când ușa cu numărul 1 a fost aleasă de către jucător: acțiunea conștientă a gazdei adaugă valoare ușii pe care a ales să nu o elimine, dar nu și celei alese inițial de concurent. Alte scenarii posibile decât cel descris pot dezvălui informații suplimentare diferite, sau deloc, și rezulta în probabilități diferite.
Mulți cititori ai rubricii lui vos Savant au refuzat să creadă că schimbarea opțiunii inițiale este benefică în ciuda explicației oferită de aceasta.  După apariția problemei în revista Parade, aproximativ 10.000 de cititori, dintre care aproape 1000 cu doctorat PhD, au scris revistei, majoritatea susținând că vos Savant se înșală. Chiar și cu explicații, simulări și demonstrații matematice formale, mulți oameni tot nu acceptă că schimbarea opțiunii este cea mai bună soluție. Paul Erdős, unul dintre cei mai prolifici matematicieni din istorie, a rămas neconvins până i-a fost arătată o simulare computerizată confirmând rezultatul prezis.
Problema este un paradox de tipul veridic, deoarece răspunsul corect (acela că ar trebui să schimbi opțiunea inițială) este atât de contraintuitiv încât poate părea absurd, dar cu toate acestea este demonstrabil adevărat. Problema lui Monty Hall este, matematic vorbind, echivalentă cu mai vechea problemă a celor trei prizonieri, descrisă în rubrica „Mathematical Games” („Jocuri matematice”), întreținută de Martin Gardner, din revista Scientific American din 1959 și cu problema celor trei scoici, descrisă în cartea lui Gardner - „Aha! Gotcha” („Aha! Te-am prins”), dar și cu mult mai vechiul paradox al cutiei lui Bertrand.

## Ipoteze:
O bună înțelegere a problemei începe cu clarificarea ipotezelor jocului:
1. Gazda va deschide întotdeauna o altă ușă decât cea aleasă de participant.
2. Gazda va dezvălui întotdeauna o capră, ci nu o mașină.
3. Gazda va oferi întotdeauna posibilitatea participantului să își schimbe opținunea inițială cu ușa rămasă închisă.

## Înțelegerea problemei
Cei mai mulți oameni consideră că opțiunea de a schimba ușa nu contează pentru că probabilitatea de a alege mașina este 50/50. Acest lucru ar fi adevărat dacă gazda ar deschide o ușă la întâmplare, dar nu este cazul; ușa deschisă depinde de opțiunea inițială a participantului, deci nu este o alegere independentă. Înainte ca gazda să deschidă o ușă probabilitatea ca mașina să fie în spatele oricărei uși  este de 1/3. Dacă mașina este în spatele primei uși, gazda poate deschide fie ușa a doua, fie ușa a treia, deci probabilitatea ca mașina să fie în spatele primei ușii și gazda să deschidă ușa a treia este 1/3*1/2=1/6. Dacă mașina este în spatele ușii a doua (și participantul a ales prima ușă), gazda trebuie să deschidă ușa a treia, deci probabilitatea ca mașina să fie în spatele celei de-a doua uși și gazda să deschidă ușa a treia este de 1/3*1=1/3. Acestea sunt singurele situații în care gazda deschide ușa a treia, deci dacă participantul a ales prima ușă și gazda deschide ușa a treia, este de două ori mai probabil ca mașina să fie în spatele uși a doua. Esența problemei este că dacă mașina este în spatele ușii a doua, gazda trebuie să deschidă ușa a treia, dar dacă mșina se află în spatele primei uși, gazda poate deschide oricare din celelalte două.           
Pentru a înțelege de ce probabilitatea câștigării automobilului crește prin schimbarea opțiunii inițiale, un instrument ajutător este înmulțirea numărului ușilor dintre care se poate alege de la 3 la 100. Inițial gazda oferă posibilitatea alegerii unei singure uși dintr-un total de 100, deci probabilitatea ca premiul cel mare să se afle acolo este una dintr-o sută, adică 1%, iar probabilitatea ca el să nu se afle acolo este de 99%. În următorul pas, gazda, care știe ce e în spatele ușilor, deschide toate celelalte uși necâștigătoare cu excepția uneia dintre ele, rămânând astfel numai 2 uși închise, cea aleasă inițial de concurent și cea lăsată de gazdă în mod conștient de conținutul ei. Deși mai sunt doar 2 uși închise, probabilitatea pentru fiecare dintre ele de a fi cea câștigătoare, în mod evident, nu este egală. Singurul caz în care ușa lăsată de gazdă ar fi necâștigătoare, ar fi acela în care concurentul ar fi nimerit din prima încercare ușa câștigătoare, iar probabilitatea ca acest lucru să se fi întâmplat este de 1%, deci în proporție de 99% sigur ușa câștigătoare este cea lăsată de gazdă.
Același lucru e valabil dacă reducem numărul ușilor la 5. Probabilitatea ca concurentul să aleagă ușa câștigătoare din prima încercare este de una din cinci (1/5), adică de 20%, deci probabilitatea ca ușa câștigătoare să fie una dintre celelalte patru este de 80%. În momentul în care gazda alege să deschidă trei uși necâștigătoare și să lase închisă doar una dintre cele patru, probabilitatea ca aceasta să ascundă premiul cel mare este de 80%.
Aceeași logică se aplică și în cazul variantei cu numărul minim de uși în care jocul este posibil, adică trei, doar că în acest caz 
numărul redus de uși creează impresia că probabilitatea pentru cele două uși rămase, de a fi câștigătoare, este de 50%, când de fapt este de 33,3% față de 66,6% (sau 1/3 față de 2/3).
| Număr de uși | Probabilitatea alegerii ușii câștigătoare din prima încercare | Probabilitatea ca ușa câștigătoare să fie una dintre celelalte |
| ------------ | ------------------------------------------------------------- | -------------------------------------------------------------- |
| 100          | 1%                                                            | 99%                                                            |
| 50           | 2%                                                            | 98%                                                            |
| 25           | 4%                                                            | 96%                                                            |
| 20           | 5%                                                            | 95%                                                            |
| 10           | 10%                                                           | 90%                                                            |
| 5            | 20%                                                           | 80%                                                            |
| 4            | 25%                                                           | 75%                                                            |
| 3            | 33,(3)%                                                       | 66,(6)%                                                        |

## Furia mediatică întâmpinată de către vos Savant
"Ați dat-o-n bară, și ați dat-o-n bară rău de tot! Din moment ce păreți a avea dificultăți în a înțelege principiul de bază care se aplică aici, o să vă explic. După ce gazda dezvăluie o capră, ai acum una din două șanse de a alege corect. Fie că îți schimbi alegerea sau nu, șansele sunt aceleași. Există deja suficientă lipsă de educație matematică în această țară, și nu avem nevoie de cel mai înalt IQ din lume pentru a răspândi mai multă. Rușine!"
– Scott Smith, Ph.D. la Universitatea din Florida

Vos Savant a scris în prima rubrică dedicată problemei lui Monty Hall că jucătorul ar trebui să-și schimbe alegerea. Aceasta a primit mii de scrisori din partea cititorilor ei, din care vasta majoritate, inclusiv multe de la cititori cu doctorate, dezaprobau răspunsul acesteia. Între 1990-1991, aceasta dedică paradoxului încă trei artiole în revista Parade. Numeroase exemple de scrisori ale cititorilor articolelor lui vos Savant sunt prezentate și discutate în cartea „Dilema Monty Hall: o iluzie cognitivă prin excelență” a lui Donald Granberg.
Discuția a primit răspunsuri și pe alte căi, de exemplu, în rubrica de ziar „The Straight Dope” a lui Cecil Adams, și a apărut în ziare importante precum New York Times.
În încercarea de a-și clarifica răspunsul, vos Savant a propus un joc cu scoici  pentru ilustrare: „Te uiți în altă parte, iar eu pun un bob sub una dintre scoici. Apoi îți cer să pui degetul pe o scoică. Șansele ca alegerea ta să conțină un bob sunt de 1/3, de acord? Apoi pur și simplu îndepărtez o scoică goală dinte celelalte două rămase. Din moment ce pot să fac asta (și o voi face) indiferent de ce ai ales tu, nu am aflat nimic care să ne permită să revizuim șansele pentru scoica de sub degetul tău”. Aceasta a propus și un exemplu similar cu trei cărți de joc.
Vos Savant a comentat spunând că deși anumită confuzie a fost cauzată de faptul că unii cititori nu au realizat că trebuie să presupună că gazda trebuie să dezvăluie întotdeauna o capră, aproape toți numeroșii ei corespondenți au înțeles corect presupunerile problemei, și încă erau convinși inițial că răspunsul acesteia, acela de a schimba ușa, era greșit.